# Hogere middenklasse (sociaal-economisch)
De hogere middenklasse (Engels: upper middle class) is een sociale klasse die bestaat uit personen die ondanks een grote mate van welstand (nog) niet in staat zijn om volledig van hun reeds vergaarde vermogen te leven.
Hogere middenklasse is de term die wordt gebruikt voor hoogbetaalde professionals met een hoge mate van zelfstandigheid in hun beroep die een aanzienlijk privévermogen bezitten.

## Beroepen
Personen die tot de hogere middenklasse worden gerekend, behoren over het algemeen tot de volgende groepen:
- Directie en hoger management
- Hoger geschoold personeel en universitair geschoold personeel
- Politici
- Advocaten, magistraten, notarissen, accountants, consultants
- Dokters, orthodontisten, specialisten
- Hoge militairen